# Nanjing Lingtian Information Technology Co., Ltd
Nanjing Lingtian Information Technology Co. Ltd es una empresa china principalmente conocida por ser la matriz original de SHEIN, la popular plataforma de moda rápida en línea. SHEIN, fundada en 2008, se ha expandido rápidamente, ofreciendo ropa accesible y de bajo costo a consumidores jóvenes en Asia, Estados Unidos y Europa.
En 2021, SHEIN comenzó a trasladar su estructura empresarial a Singapur, estableciendo la empresa Roadget Business Pte. Ltd. como su nueva sociedad holding. Esta transición implicó la disolución de Nanjing Lingtian en abril de 2021, lo que ayudó a SHEIN a superar ciertas regulaciones impuestas por las autoridades chinas sobre la salida a bolsa de empresas locales. A su vez, la empresa ha continuado expandiendo sus operaciones globales con centros de investigación, logística y atención al cliente.